# Filé d'étoiles

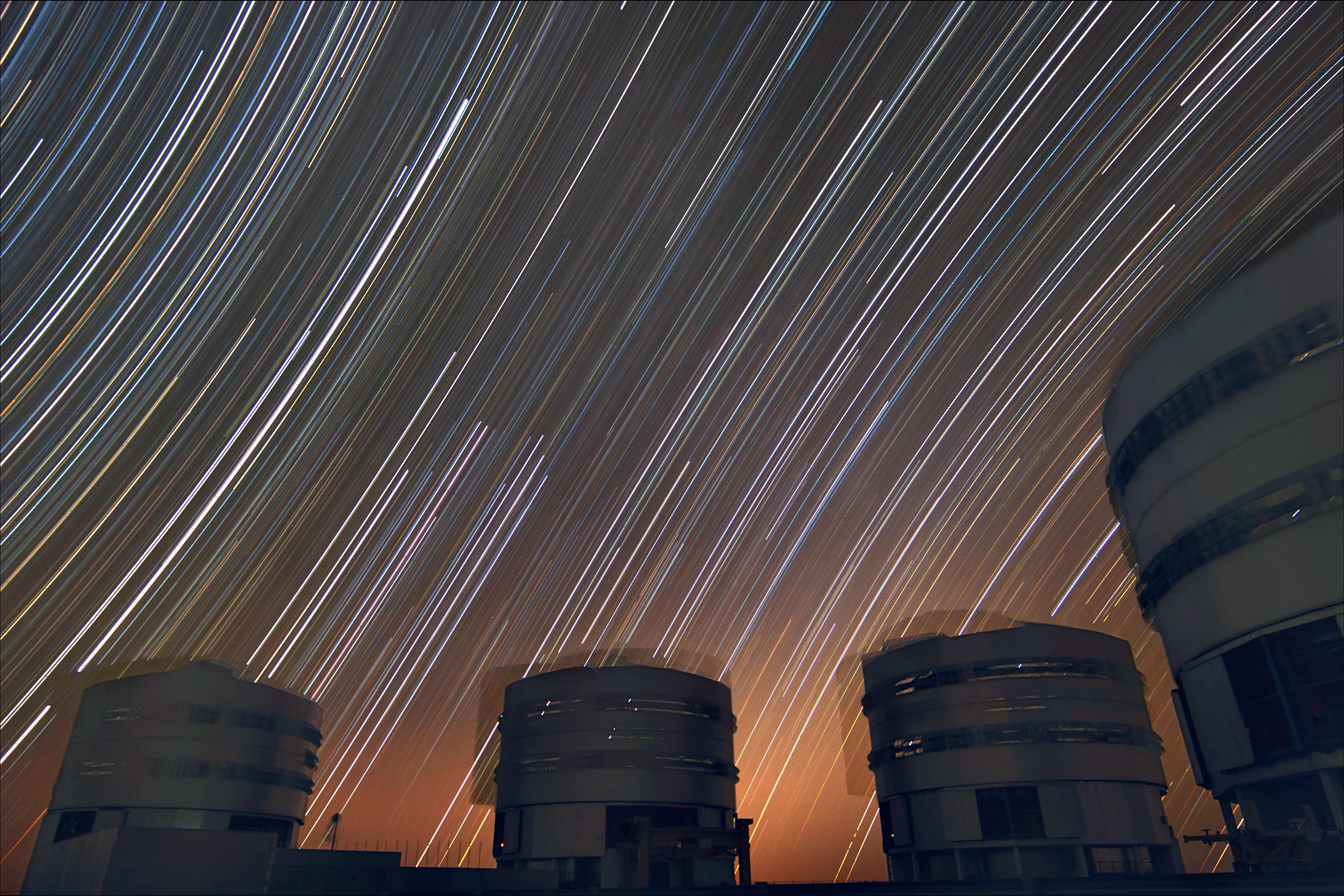
Le ciel tournant au-dessus du Very Large Telescope de l'Observatoire européen austral, au Chili. Cette longue exposition montre les étoiles tournant autour des pôles célestes sud (à gauche) et nord (à droite), l'équateur céleste étant au milieu de la photo, où les étoiles semblent se déplacer en ligne droite.

Un filé d'étoiles est un type d'astrophotographie composée d'une photographie longue pose du ciel étoilé mettant en évidence sa rotation apparente. L'image résultante montre ainsi chaque étoile sous forme de stries. Leur taille est fonction du temps d'exposition du filé, qui varient généralement de 15 minutes à plusieurs heures.  
Le mouvement apparent des étoiles est enregistré sous forme de stries sur le film ou le détecteur. Pour les observateurs de l'hémisphère nord, pointer la caméra vers le nord crée une image avec des stries circulaires centrées autour du pôle nord céleste, qui est très proche de l'étoile polaire. Pour ceux de l'hémisphère sud, le même effet est obtenu en visant le pôle sud céleste. Lorsque l'appareil photo est en direction de l'est ou de l'ouest, les stries rectilignes forment un angle par rapport l'horizon. La taille de l'angle dépend de la latitude à laquelle est situé l'appareil.
Les filés d'étoiles sont parfois utilisés par des astronomes professionnels pour mesurer la qualité des lieux d'observation pour les grands télescopes. 

## Technique

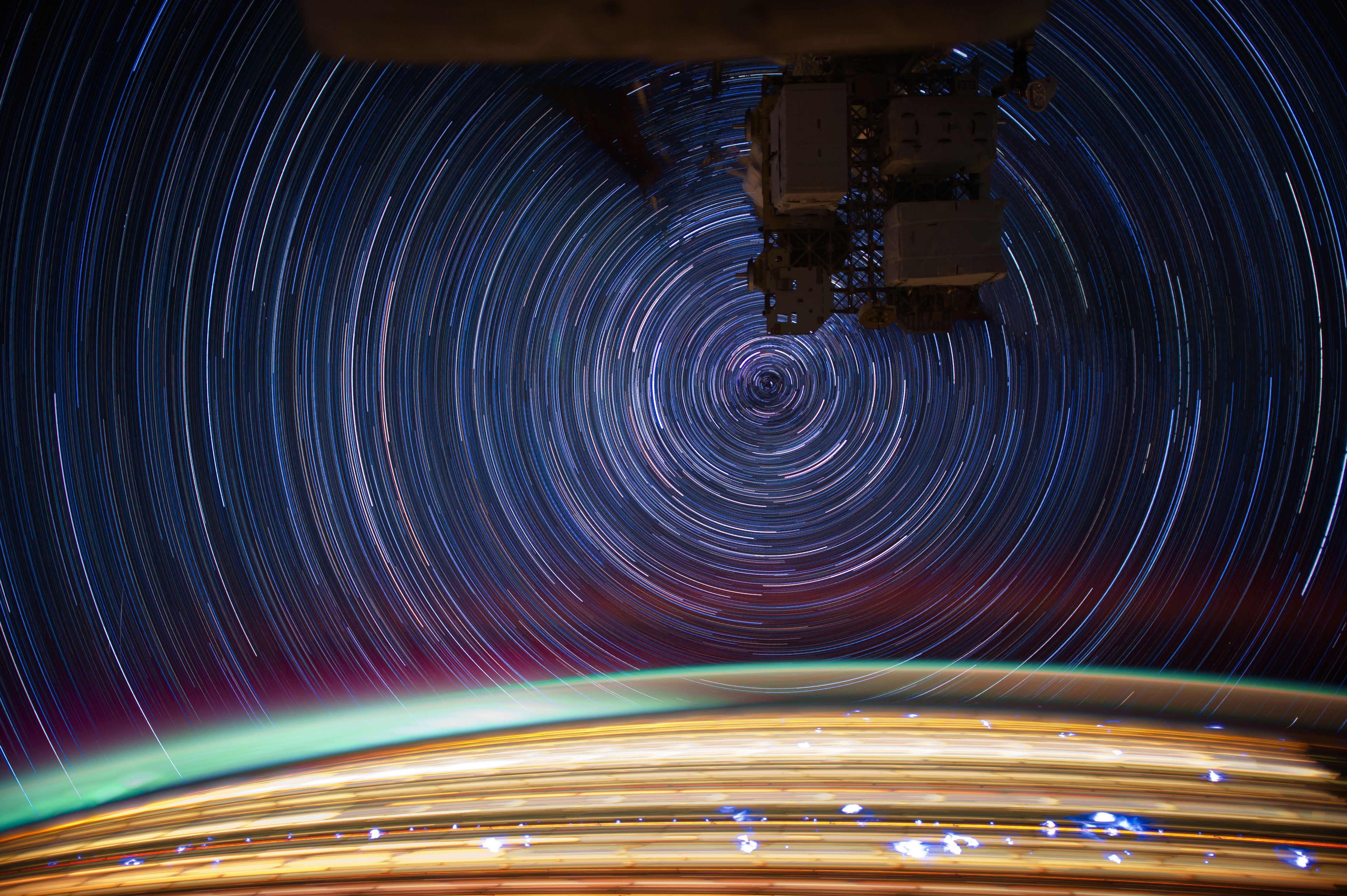
Filé d'étoiles photographié en orbite à partir de la Station spatiale internationale.

Pour photographier un filé d'étoiles, il faut placer l'appareil photo sur un trépied, pointer l'objectif vers le ciel et régler l'appareil afin que l'obturateur puisse demeurer ouvert pendant un long temps de pose. Il s'agit d'un type de photographie régulièrement réalisé par les astronomes amateurs. Les photographes font généralement ces images à l'aide d'un appareil photographique reflex mono-objectif avec son point de l'objectif fixé à l'infini (en).
Le temps d'exposition varie en fonction de la longueur des stries désirée. Selon le temps désiré, l'alimentation de l'appareil peut devenir un enjeu. Les caméras mécaniques, qui ne nécessitent pas une batterie pour ouvrir et fermer l'obturateur, possèdent un avantage sur les appareils photo numériques. Sur ces derniers, l'obturateur est généralement gardé ouvert grâce à la pose B.

Entre avril et juin 2012, l'astronaute américain Donald Pettit a enregistré des filés d'étoiles avec un appareil photo numérique à partir de la Station spatiale internationale. Pettit a décrit sa technique comme suit : 

« Mes filés d'étoiles sont effectués avec un temps d'exposition d'environ 10 à 15 minutes. Cependant, avec des caméras numériques modernes, le plus long temps d'exposition possible est de 30 secondes en raison du bruit du détecteur électronique qui parasite l'image. Pour les expositions plus longues, je fais ce que de nombreux astronomes amateurs font. Je prends plusieurs expositions de 30 secondes, puis je les empile en utilisant un logiciel graphique, produisant ainsi une exposition plus longue. »

— Donald Pettit, ISS Star Trails

## Qualité d'un site astronomique

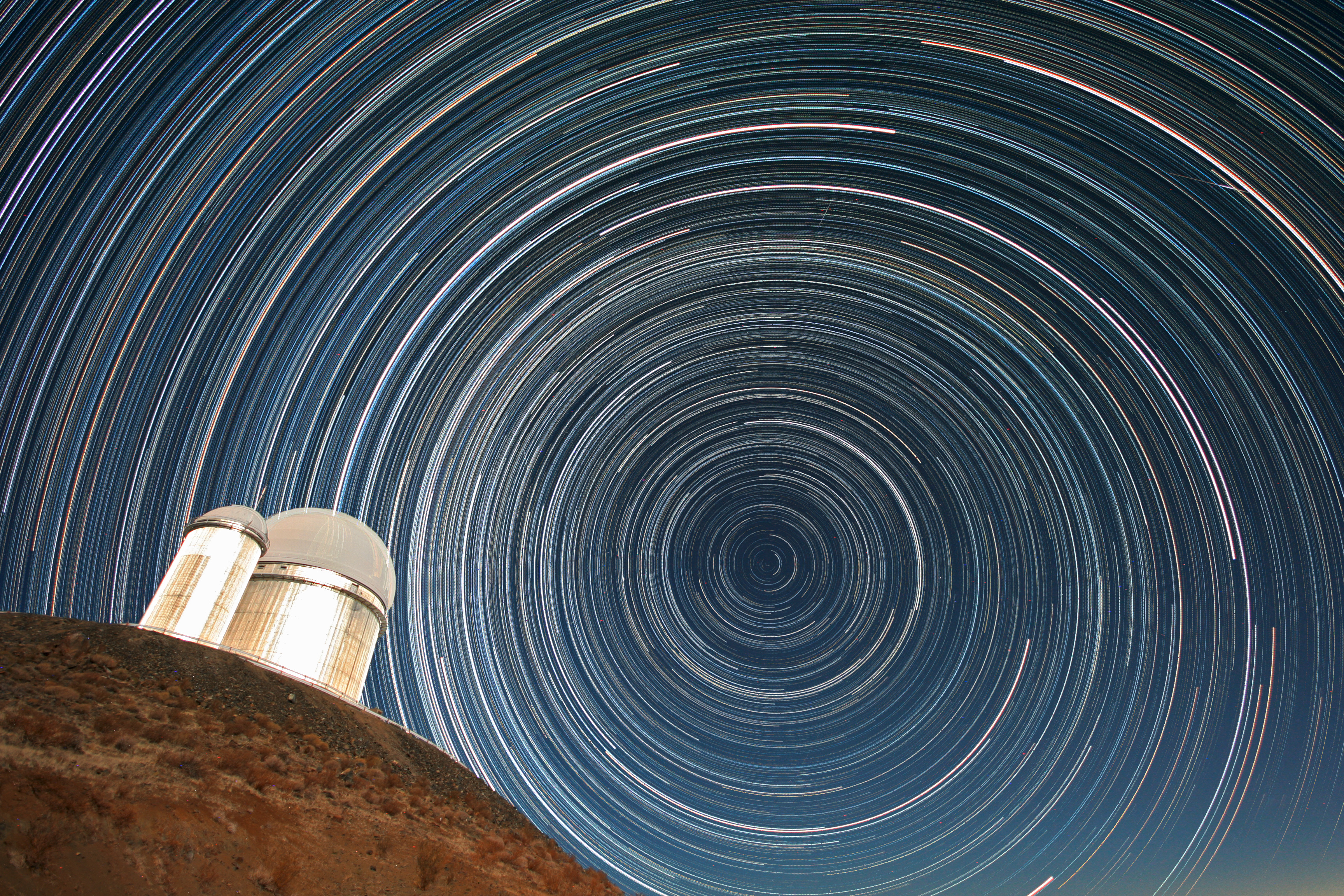
Filé d'étoiles réalisé au Chili. À gauche de l'image, on remarque le télescope de 3,6 mètres de l'ESO.

Les photographies de filés d'étoiles peuvent être utilisées par les astronomes pour déterminer la qualité de l'emplacement d'un observatoire astronomique. Ainsi, des photos centrant l'étoile polaire ont été utilisées pour mesurer la qualité optique de l'atmosphère et pour mesurer les vibrations dans le montage des télescopes. Cette méthode a été suggérée en premier par E. S. Skinner dans son livre A Manual of Celestial Photography (1931).